# 卡贝尔斯克塔尔
卡贝尔斯克塔尔（德語：Kabelsketal，發音：[kaˈbɛlskəˌtaːl]，意为“卡贝尔斯克河谷”）是德国萨克森-安哈尔特州萨勒县的市镇，面积51平方千米，2023年12月31日人口为9,020人。